# Муїзз аль-Дін Джахангір
Муїзз аль-Дін Джахангір (*д/н — 1469) — бей Ак-Коюнлу в 1444—1452 роках.

## Життєпис
Походив з роду Ак-Коюнлу. Син бея Алі ібн Кара-Османа. Після смерті батька у 1438 році вимушений був разом з братом Узун-Хасаном тікати з Діярбакиру. Владу захопив стрийко Хамза. Втім у 1444 році Джахангіру вдалося його повалити й самому стати беєм. Намагався дотримуватися миру з усіма сусідами. Більше уваги приділяв економічному відродженню держави після внутрішніх потрясінь.
У 1450 році вступив у конфлікт з Джаханшахом, султаном Кара-Коюнлу. Боротьба тривала до 1452 року, коли Джахангір вимушений був укласти мирний договір, за яким Ак-Коюнлу визнала зверхність Кара-Коюнлу. Водночас домовлено, що на випадок смерті одного з володарів, другий отримує його володіння. Проти цього виступив брат Узун-Хасан та стриєчний стрийко Килич-Арслан ібн Ахмад. У 1453 році Джахангір зазнав поразки й вимушений був тікати з Діярбакиру до Мардіну, а потім до Ерзіндажу. Він намагався повернути владу до 1457 року, коли помер бей Килич-Арслан. Зрештою уклав мирний договір з Узун-Хасаном, якого визнав беєм. А той відмовився претендувати на володіння Джахангіра в Ерзінджані.
Помер у 1469 році. Його володіння приєднав до своєї держави Узун-Хасан.